# KZ Kislau

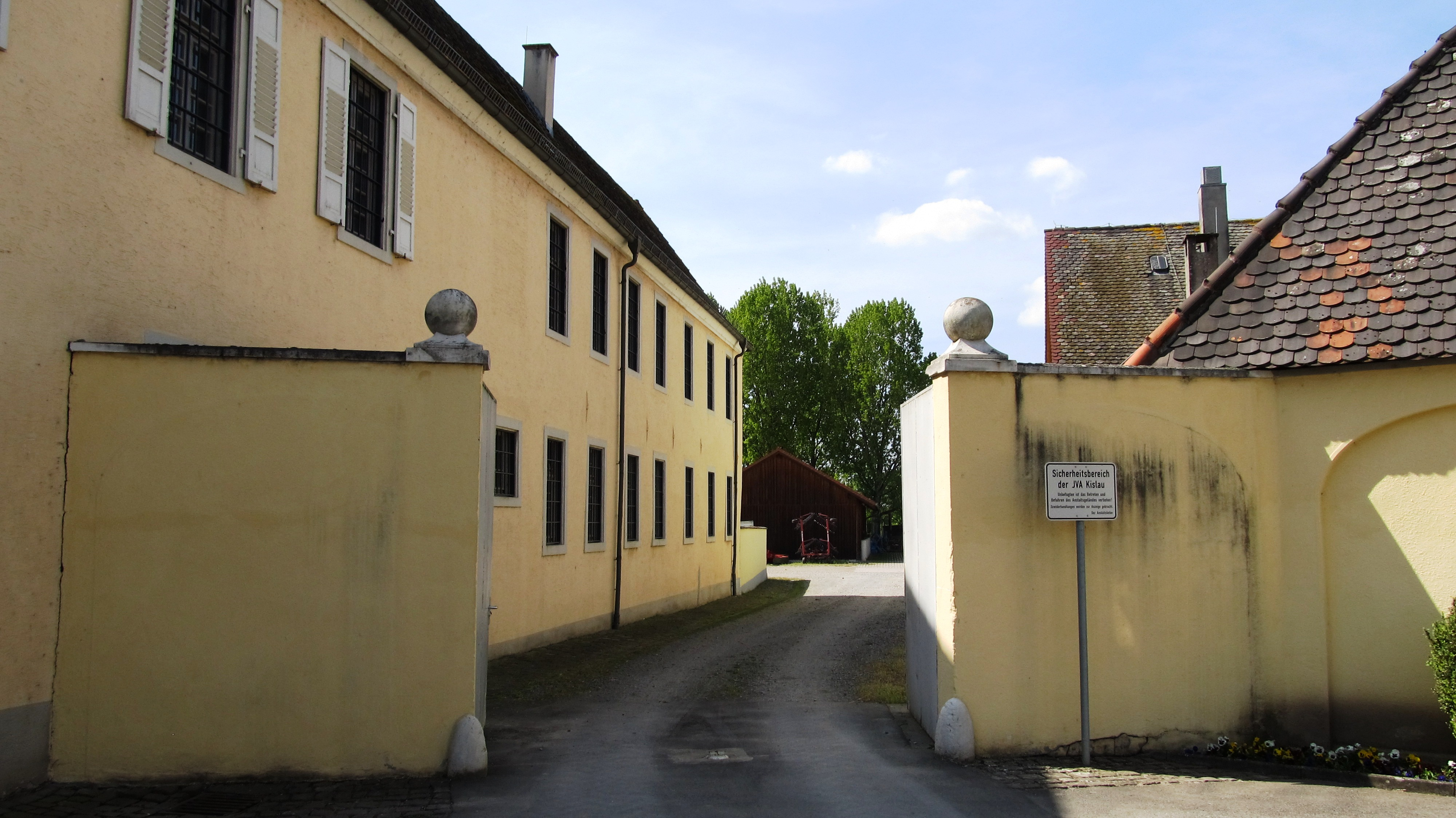
Schloss Kislau, Blick in den Innenbereich

Das KZ Kislau war ein Konzentrationslager im nationalsozialistischen Deutschland.
Das Lager wurde am 21. April 1933 im Jagd- und Lustschloss Kislau bei Mingolsheim (Baden) eröffnet. Im Gegensatz zu den meisten anderen frühen KZ wurde es nicht schon nach wenigen Monaten wieder aufgelöst, sondern bestand bis zum 1. April 1939. Auch wurde es nicht wie andere frühe KZ, die länger existierten, 1934 der Inspektion der Konzentrationslager unterstellt, sondern blieb bis zu seiner Auflösung dem badischen Innenministerium zugeordnet.
Seit 1819 bestand in der Kislauer Schlossanlage eine Strafanstalt. Bis 1854 diente das Schloss als Außenstelle des badischen Staatsgefängnisses in der Feste Rastatt. Anschließend fungierte es als polizeiliche Verwahranstalt für Frauen. Seit den 1880er Jahren war in dem Gebäudekomplex auch ein Arbeitshaus für Männer untergebracht, das während der gesamten Zeit des Nationalsozialismus und bis 1939 parallel zum Konzentrationslager existierte. Im Ersten Weltkrieg diente Kislau zunächst als Lazarett, später als Kriegsgefangenenlager. Von 1930 bis Ende 1933 befand sich im Schloss auch eine Außenstelle für „geistesschwache Frauen“ der Badischen Heil- und Pflegeanstalt Wiesloch.
Darüber hinaus wurde Kislau seit Ende 1934 auch als Durchgangslager für zurückkehrende deutsche Fremdenlegionäre genutzt, die vorgeblich aufgrund gesundheitlicher Risiken im Lager untergebracht wurden. Tatsächlich galten sie jedoch als politisch unzuverlässig und sollten während ihrer Haft im Sinne der neuen Machthaber „geschult“ werden. Obwohl sich diese ideologische Behandlung unter den Heimkehrern herumsprach, durchliefen bis zum Ausbruch des Zweiten Weltkriegs etwa 1.800 ehemalige Legionäre das "Dulag".

## Geschichte

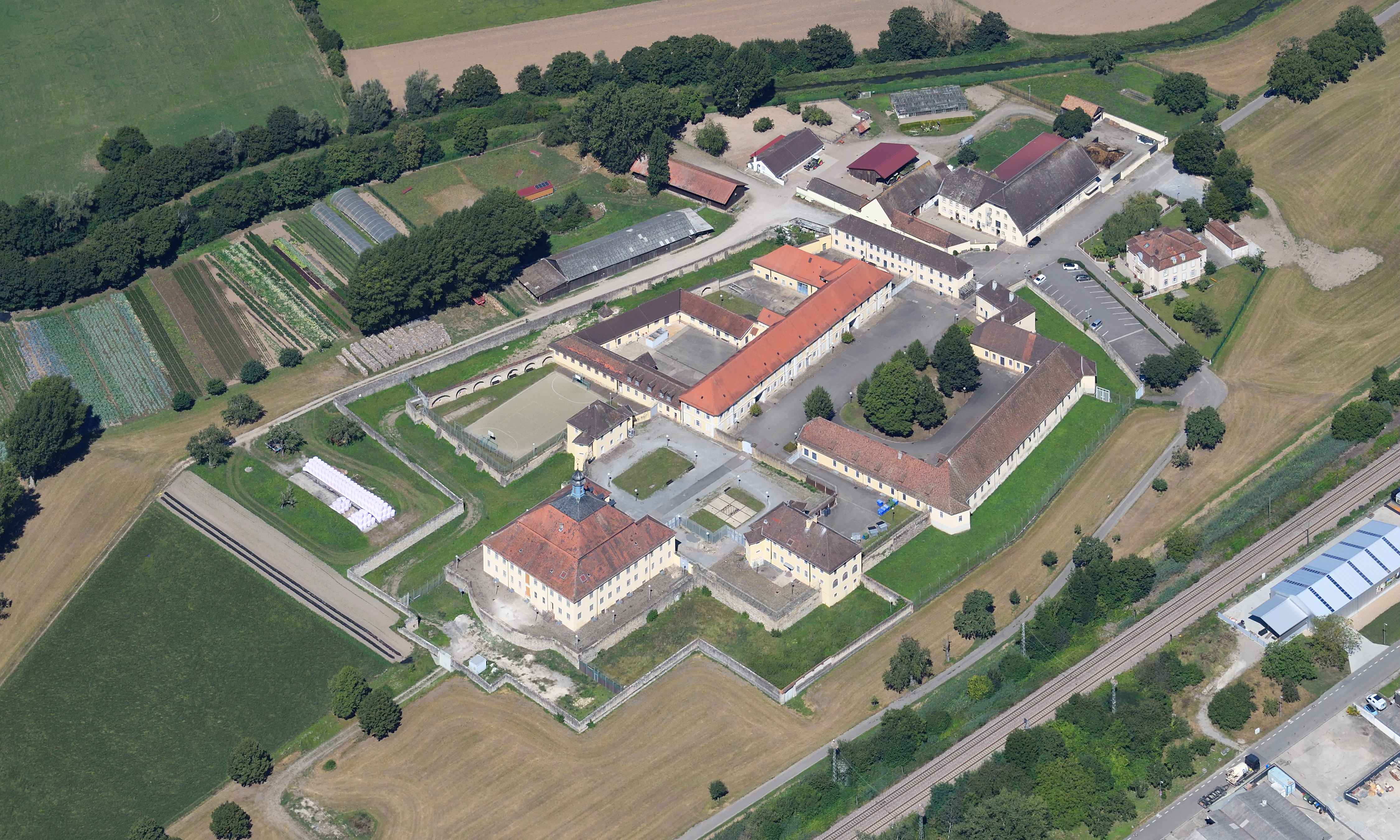
Schloss Kislau aus der Luft gesehen

### Zeit des Nationalsozialismus
Am 21. April 1933 gab das badische Staatsministerium die Eröffnung des KZ bekannt. Anlass war die Nußbaum-Affäre, die als Vorwand für die Verhaftung von Kommunisten, Sozialdemokraten und auch Zentrumsangehörigen diente. Die euphemistisch als „Schutzhäftlinge“ bezeichneten Opfer der Verfolgungswelle wurden in einem Nebengebäude des Schlosses Kislau untergebracht, die Insassen des Arbeitshauses (im Schnitt etwa 200 Männer) hielten sich im eigentlichen Schlossgebäude auf. Der Direktor des Arbeitshauses – Theodor Zahn – übernahm jedoch kommissarisch auch die Leitung des Konzentrationslagers. Zur Unterscheidung der Zugehörigkeiten trugen die Männer des Arbeitshauses helle Kleidung, die KZ-Häftlinge dunkelblaue. Die Arbeitsdienste wurden jedoch oft von Angehörigen beider Gruppen gemeinsam durchgeführt. Für das Konzentrationslager war eine Kapazität von insgesamt 70 Mann vorgesehen, die Ende der 1930er Jahre jedoch deutlich überschritten wurde.
Von Mai bis Juni 1933 wurden weitere 65 politische Häftlinge eingeliefert. Die höchste Belegungsstärke des KZ wurde 1937/1938 mit 173 Häftlingen erreicht.
Der Tag der Häftlinge begann um 6 Uhr morgens. Mit zehnstündigen Arbeitstagen wurden die Lagerinsassen in der Landwirtschaft, beim Küchendienst oder Sanierungen am Schlossgebäude beschäftigt. Die Arbeit wurde durch eine einstündige Mittagspause unterbrochen, ansonsten wurden den Häftlingen lediglich 1,5 Stunden sog. „Freizeit“ zugestanden. Um 20 Uhr wurde Bettruhe angeordnet.
 Ungeachtet der schweren Zwangsarbeit und der widrigen Haftbedingungen stellte die NS-Propaganda Kislau in zynischer Art und Weise als „Vorzeige-KZ“ dar.
In Kislau stellten, wie auch im KZ Ankenbuck, anfangs sogenannte Hilfspolizisten aus SA, SS und Stahlhelm-Bund die Wachtruppe. Jedoch blieb das KZ im Gegensatz zu den meisten frühen Lagern durchgehend der Landesverwaltung unterstellt. Lagerleiter war ab dem 7. Juni 1933 der pensionierte Polizeihauptmann und Kolonialoffizier Franz Konstantin Mohr. Dessen Verhältnis zu der im April 1933 erst aus vier Mann bestehenden, Ende Oktober 1933 von 15 auf 24 Mann aufgestockten Hilfspolizei-Wache sei gespannt gewesen. So habe der ehemalige Kolonialoffizier die SA-Angehörigen als Pöbel verachtet. Diese wiederum fühlten sich unter anderem wegen der schlechten Bezahlung übervorteilt.
In Kislau ist bislang ein Todesfall eines Häftlings dokumentiert: in der Nacht vom 28. zum 29. März 1934 wurde in Abwesenheit des Lagerleiters Mohr der jüdischstämmige Sozialdemokrat Ludwig Marum von drei SS- und SA-Männern erdrosselt und am Fensterkreuz seiner Zelle aufgehängt, um einen Selbstmord vorzutäuschen. Den Mordauftrag hatte Gauleiter Robert Wagner erteilt.
Seit der Auflösung des südbadischen KZs Ankenbuck im März 1934 war Kislau das einzige Konzentrationslager in ganz Baden. Im April 1939 wurde das seit 1936 als "Berwahrungslager" etikettierte KZ schließlich aufgelöst und die verbliebenen Häftlinge nach Dachau deportiert. Bis dahin hatten mehr als 1.700 „Schutzhäftlinge“ in Kislau um ihr Leben gebangt. Ab dem 1. April 1939 diente Kislau als Strafgefängnis, später vor allem als Ausweichlösung, um Kapazitätsengpässe in den kriegsbeschädigten Gefängnissen Mannheim und Saarbrücken aufzufangen. Am 15. Februar 1940 inspizierten zwei Beauftragte Himmlers das Areal, um die erneute Einrichtung eines Konzentrationslagers zu prüfen. Die Pläne wurden jedoch nicht verwirklicht.

Im Strafgefängnis fanden sich die unterschiedlichsten Gruppen wieder – so zum Beispiel die so genannten „Rotspanier“, Polen und „Arbeitsverweigerer“. Seit Ende 1942 wurden ebenfalls Franzosen und Belgier eingeliefert, die wegen Diebstahls oder ähnlicher Vergehen verurteilt worden waren.

### „Schutzhäftlinge“ des KZ Kislau (Auswahl)
- Fritz Apelt (1893–1972), deutscher KPD-, später SED-Politiker, stellvertretender Minister für Kultur der DDR, Gewerkschaftsfunktionär und Chefredakteur der Gewerkschaftszeitung Tribüne, bis Mai 1934 in Kislau inhaftiert
- Max Bock (1881–1946), deutscher KPD-Politiker und Gewerkschafter, Abgeordneter des Landtags der Republik Baden, später Arbeitsminister von Württemberg-Baden, ab März 1933 einige Monate in Kislau inhaftiert
- Willy Boepple (1911–1992), Hotelfachmann, kommunistischer und sozialistischer Politiker, von November bis Dezember 1933 in Kislau inhaftiert
- Walter Chemnitz (Politiker, 1901) (1901–1947), deutscher KPD-Politiker, Reichstagsabgeordneter, im April 1933 in Kislau inhaftiert
- Fritz Eiche (1902–1967), deutscher KPD-Politiker
- Max Faulhaber (1904–1996), deutscher KPD-Politiker und Gewerkschaftsfunktionär, am 30. März 1933 verhaftet, ihm gelang die Flucht bei einem Hafturlaub
- Gustav Heller (1900–1977), deutscher SPD-Politiker und Widerstandskämpfer, am 16. März 1933 für neun Monate in Kislau inhaftiert
- Kurt Heiß (1909–1976), deutscher Parteifunktionär (KPD, später SED) und Journalist, später Vorsitzender des Staatlichen Rundfunkkomitees der DDR, von April bis Oktober 1933 in Kislau inhaftiert, floh im Oktober 1933 zusammen mit Robert Klausmann aus dem KZ Kislau
- Eugen Herbst (1903–1934), deutscher KPD-Politiker, Reichstagsabgeordneter, vom 30. Juli bis 19. Dezember 1933 in Kislau inhaftiert
- Stefan Heymann (1896–1967), deutscher KPD- und später SED-Politiker, Redakteur und Hochschullehrer
- Robert Klausmann (1896–1972), deutscher KPD-Politiker, floh im Oktober 1933 zusammen mit Kurt Heiß aus dem KZ Kislau und leitete später aus dem Elsass den KPD-Widerstand
- Georg Lechleiter (1885–1942), Vorsitzender der kommunistischen Fraktion im Landtag der Republik Baden und Kopf einer Widerstandsgruppe, von 1933 bis 1935 in Kislau inhaftiert
- Hanns Maaßen (1908–1983), deutscher Journalist, Schriftsteller und Kommunist, von 1933 bis 1934 in Kislau inhaftiert
- Ludwig Marum (1882–1934), deutscher Rechtsanwalt und SPD-Politiker, am 16. Mai 1933 zusammen mit Adam Remmele inhaftiert, am 29. März 1934 im KZ Kislau ermordet
- Otto Reize (1886–1939), Polizeiwachtmeister, SPD-Mitglied, Vorsitzender des Reichsbanners Schwarz-Rot-Gold Durlach, im April 1933 einer der ersten Schutzhäftlinge in Kislau[3]
- Adam Remmele (1877–1951), deutscher SPD-Politiker, unter anderem Innenminister und Staatspräsident im Land Baden, am 16. Mai 1933 zusammen mit Ludwig Marum inhaftiert
- Adolf Rosenberger (1900–1967), deutsch-US-amerikanischer Autorennfahrer und Kaufmann, am 23. September 1935 wegen angeblicher „Rassenschande“ für vier Tage in Kislau inhaftiert
- Paul Schreck (1892–1948), deutscher KPD-Politiker, von 1933 bis 1935 in Kislau inhaftiert
- Christian Stock (1884–1967), deutscher SPD-Politiker, später der erste gewählte Ministerpräsident von Hessen, von 1933 bis 1934 in Kislau inhaftiert
- Jakob Treffeisen (1894–1962), deutscher KPD-Politiker, später Mitglied der Beratenden Landesversammlung des Landes Baden, von März bis November 1933 im KZ Ankenbuck inhaftiert
- Oskar Trinks (1873–1952), deutscher SPD-Politiker, von 1933 bis 1934 in Kislau inhaftiert

Weitere Gefangene siehe: Gefangene im Schloss Kislau

### Nach 1945: JVA Kislau

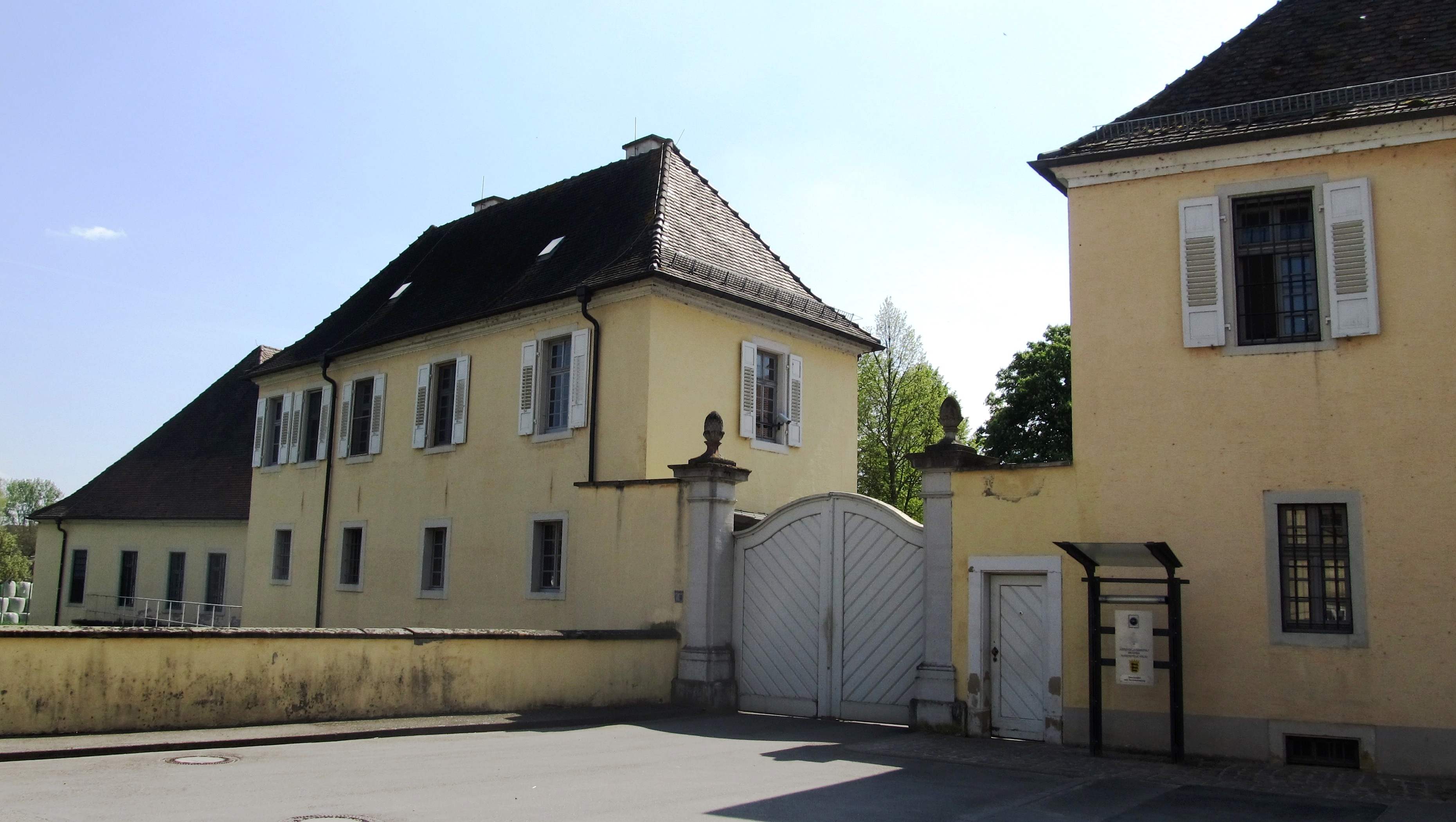
Schloss Kislau bei Bad Schönborn, heute JVA

Am 2. April 1945 wurde das Gefängnis von französischen Soldaten besetzt und zum 18. Mai aufgelöst. Die Tradition des Gefängnisses bestand jedoch weiter: Bis 1970 war Kislau Außenstelle der Landesstrafanstalt Bruchsal, bis 1991 gehörte es zur JVA Karlsruhe. Seither ist das ehemalige KZ und Gefängnis wieder der JVA Bruchsal unterstellt. An das eigentliche Konzentrationslager und den NS-Terror erinnert seit 1985 die von der Sozialdemokratischen Partei errichtete Marum-Stele, ein Gedenkstein im Schlosshof, den der Bildhauer Gerhard Karl Huber angefertigt hat.

## Lernort Kislau e. V.
Auf dem Areal des einstigen Konzentrationslagers Kislau möchte der 2012 gegründete gemeinnützige Verein Lernort Kislau einen zeitgemäßen, außerschulischen Lernort errichten, an dem die Vermittlung badischer Demokratie- und Diktaturgeschichte der Jahre 1918 bis 1945 mit einem zukunftsorientierten Wertedialog verknüpft wird. Die Gründungsinitiative ging maßgeblich von der Arbeitsgemeinschaft Nordbaden des Vereins Gegen Vergessen – Für Demokratie e. V. aus. Zu den über 30 Gründungsmitgliedern des Vereins gehören Harald Biederbick (ehem. Vorsitzender der RKW-Gruppe), Harald Denecken (ehem. Erster Bürgermeister der Stadt Karlsruhe), Catherine Devaux (Bezirkssprecherin von Amnesty International Karlsruhe), Andrea Hoffend, Manfred Kern, Frank Mentrup, Alexander Salomon, Johannes Stober, Hans Werner von Wedemeyer (Bruder der Maria von Wedemeyer), Brigitte Wimmer, das Forum Ludwig Marum e. V., das Stadtmedienzentrum Karlsruhe und die Stiftung Civil Courage.
Über die Geschichte des KZ Kislau hinaus wird sich am Lernort Kislau diskutieren lassen, warum man demokratiefeindlichen Tendenzen frühzeitig entgegentreten muss. Neben dem Lernort am historischen Ort erarbeitet das Projekt-Team das multimediale Geschichtsportal „Nicht mit UFOs“, das jugendgerechte Informationen zur badischen Landesgeschichte der Jahre 1918 bis 1945, zu Nazi-Gegnern und Widerstandskämpfern in und aus Baden, zu ihren Organisationen, den Orten ihres Wirkens sowie zu markanten Ereignissen in Baden und im Reich bereitstellt. In animierten Bildergeschichten – sogenannten Motion Comics – von rund fünf Minuten Dauer werden verbriefte signifikante Ereignisse aus der badischen Landeshistorie der Jahre 1918 bis 1945 aus der Ich-Perspektive jeweils einer historischen Persönlichkeit aufbereitet. Die Motion Comics finden sich auf dem Geschichtsportal des Vereins sowie aus dessen YouTube-Kanal. Ergänzt werden die Motion Comics mit der Quiz-Reihe "Geschichte bewegt", die zu jedem Film eine Sammlung von 20 Fragen bereithält, die es Schülern im Rahmen des Geschichtsunterrichts ermöglichen, die Inhalte der Motion Comics zu vertiefen und sich historische Kenntnisse über die Jahre von 1918 bis 1945 selbst zu erschließen.
Für die Arbeit des Vereins stellte das Land Baden-Württemberg von 2015 bis 2017 eine Anschubfinanzierung in Höhe von 200.000 Euro pro Jahr zur Verfügung. Seit 2018 wird der Verein vom Land institutionell gefördert. In den ersten Jahren betrug die Fördersumme 140.000 Euro pro Jahr. 2025 beträgt die Landesförderung 200.000 Euro. Darüber hinaus geben die Stadt Karlsruhe, der Landkreis Karlsruhe, der Rhein-Neckar-Kreis und die Städte Bretten, Bruchsal, Stutensee und Waghäusel jährlich insgesamt rund 60.000 Euro hinzu. Im Landeshaushalt 2025/26 wurden für Planung und Bau des Lernort-Gebäudes in Kislau 1,8 Mio. € zur Verfügung gestellt. Die Eröffnung ist für Herbst 2026 geplant.
Seit dem Frühjahr 2015 bereitet ein hauptamtliches Projekt-Team unter der wissenschaftlichen Leitung von Andrea Hoffend den Lernort inhaltlich, methodisch, organisatorisch und werberisch vor. Im September 2017 wurde ein Wissenschaftlicher Beirat eingerichtet. Zu den Mitgliedern des Expertenkreises unter der Leitung von Frank Engehausen gehören unter anderen Rolf-Ulrich Kunze, Bettina Limperg, Thomas Lutz, Sybille Steinbacher und Wolfgang Zimmermann.